# Rothenburg ob der Tauber
Rothenburg ob der Tauber je německé velké okresní město v zemském okrese Ansbach v Bavorsku. Rothenburg je znám pro své ze středověku zachovalé staré město s mnoha klikatými uličkami a malými náměstími obklopenými hrázděnými domy, které bylo jako jedno z mála v Německu ušetřeno na konci druhé světové války. Je přitažlivé pro turisty a slouží jako vzor „typického německého města“ (často se využívá především ve filmech asijské produkce).
Navzdory striktním předpisům o ochraně památek není historická část města muzejním městem nebo středověkým parkem pro volný čas. Jeho skutečný půvab tkví mnohem více ve věrohodnosti jeho historické části v kombinaci s živým moderním městem zpoza fasád.

## Členění města
Město se dělí na těchto 39 částí:
| - Bettenfeld - Bronnenmühle - Brundorf - Burgstall - Detwang - Dürrenhof - Fuchsmühle - Haltenmühle - Hammerschmiede - Hansrödermühle | - Hemmendorf - Herrenmühle - Herrnwinden - Hohbach - Hollermühle - Kaiserstuhl - Langenmühle - Leuzenbronn - Ludlesmühle - Lukasrödermühle | - Mittelmühle - Obere Walkmühle - Obermühle - Reusch - Rothenburg ob der Tauber - Sankt Leonhard - Schandhof - Schlößlein - Schmelzmühle - Schnepfendorf | - Schwarzenmühle - Siechenmühle - Steinbach - Steinmühle - Untere Walkmühle - Vorbach - Weißenmühle - Wildbad - Ziegelhütte |

## Partnerská města
- Athis-Mons, Francie, 1976
- Czerwieńsk, Polsko, 1990
- Montagnana, Itálie, 1983
- Suzdal, Rusko, 1988
- Telč, Česko, 1992
- Uchiko, Japonsko, 1995